# Абэно, Тяко
Тяко Абэно (яп. 阿倍野ちゃこ Абэно Тяко) — японская женщина-мангака и художница-иллюстратор. Публикует додзинси в кружке «Каппа Куриэйто» (яп. カッパくりえいと). Также работает над эротическими компьютерными играми. Наибольшую известность получила благодаря работе над мангами My-Otome Zwei и Sola.

## Работы

### Манга
- In White: Pure Story (яп. インホワイトピュアストーリー) (2002, Kadokawa Shoten), рисунок[8]
- Amahara Mahou Kottouten (яп. 天原魔法骨董店) (2003, Kadokawa Shoten)[9]
- Chrome Breaker (яп. クロム・ブレイカー) (2006, Kadokawa Shoten)[10]
- Sola (2006, ASCII Media Works),[11] рисунок; лицензирована под тем же названием (2008, Broccoli Books)[12]
- Yokoso Wakaba Soh e (яп. ようこそ。若葉荘へ) (2007, Hobunsha);[13] Лицензирована под названием Welcome to Wakaba-Soh (2009, Yen Press)[14]
- My-Otome Zwei (яп. 舞-乙HiME Zwei) (2007, Akita Shoten), рисунок[15]
- White Album (яп. ホワイトアルバム Howaito Arubamu) (2008, ASCII Media Works), рисунок[16]
- Bibliotheca Mystica de Dantalian (ダンタリアンの書架?) (2010, Kadokawa Shoten), иллюстратор манги[17]
- A+B (Angel+Blood) (Ａ＋Ｂ（エンジェル＋ブラッド）?) (2012, Kadokawa Shoten)[18][19]

### Игры
- Mitama no yuki (вместе с LiFox)